# 楠木白片盾介殼蟲
楠木白片盾介殼蟲（学名：Leucaspis machili）为盾介殼蟲科白片盾介殼蟲屬下的一个种。